# Don't Be Messin' 'Round
Don't Be Messin' 'Round è un singolo del cantante statunitense Michael Jackson, estratto dal secondo disco dell'album Bad 25, che celebra il venticinquesimo anniversario dalla pubblicazione dell'album Bad.
 La canzone è stata registrata nel 1986 durante la realizzazione del settimo album in studio di Jackson, Bad, ma non fu mai terminata e fu esclusa dall'album. Jackson riferì di volerla inserire in Dangerous o HIStory: Past, Present and Future - Book I, ma fu di nuovo lasciata fuori da entrambi gli album del cantante.

Jackson scrisse la canzone durante la registrazione dell'album Thriller, che tutt'oggi è l'album più venduto della storia della musica. La versione originale della canzone durava circa 8 minuti, ma poi il cantante decise di tagliarla a 4 minuti e 20 secondi.